# ラリー・ウィリアムズ (投資家)
ラリー・ウィリアムズ（Larry Williams、1942年10月6日 - ）はアメリカの有名な投資家・投機家。ウィリアムズ%R（W%R）などの数多くの投資手法を発案した。1987年のロビンスカップで11376%（113.76倍）の驚異的リターンを出し優勝し世界にその名をとどろかせた、未だにこの記録は破られていない。数多くの投資手法を持っており、セミナーに参加した人だけに伝授する方法もある。タートルズのラッセル・サンズとは親交がある。オレゴン大学卒業。

## ロビンスカップ
1984年から始まったリアルタイム・リアルマネーコンテスト。ラリーは1987年にロビンスカップで優勝。1997年には彼の娘で、現在女優をしているミシェル・ウィリアムズが約10倍のリターンを出して優勝。ラリーの投資手法の永続性を証明した。
ただ、毎年の優勝者が高リターンを出しているわけではない（優勝者が利益率50パーセント程度だった年もある）。異常値（ラリーの値）を除いた平均値は約300%である。

### All Time HighとBlack Monday
1987年の9月、ラリーのロビンスカップでの年初の口座1万ドルは204万2967ドル（利益率20,329パーセント）を記録した。仲買人は、ここで止めて前人未到の「最高記録」を守るべきだと主張した。トレードを休むのが投資家の矜持として出来ないのであれば、もしくは取引単位を1枚とか極端に少なくして「逃げ切り」を計るべきだとも。
しかし、それでもラリーは400枚以上の取引単位でトレードを続けた。自動取引にしてトレードを管理するスタッフを残し、ラリーがケニアでサファリを楽しんでいる最中にブラックマンデーが起きる。口座残高は半分になった。それでも、ラリーはそれからの3か月で残高113万76ドルにまで戻し、二位以下を圧倒するリターンて優勝した。

### 私は日計りで100万ドル以上稼いだ
ラリーは自著「相場で儲ける法」の中で彼がロビンズカップで用いた手法は、9割方「日計り」（デイトレード）であったと語っている。

## ウィリアムズ%R
MACDやRSIと同じくyahooなどの無料サイトでも使用できるほど知名度が高い指標。『＝((過去n日間の最高値－当日の終値)／(過去n日間の最高値－過去n日間の最安値))＊100』で算出する。

## 著書
- ラリー・ウィリアムズの相場で儲ける法
- ラリー・ウィリアムズの短期売買法―投資で生き残るための普遍の真理
- ラリー・ウィリアムズの株式必勝法~正しい時期に正しい株を買う
- ラリー・ウィリアムズの「インサイダー情報」で儲ける方法

## 関連する項目
- ロビンスカップ
- テクニカル分析
- リチャード・デニス
- ラッセル・サンズ
- システムトレード
- 三尊天井